# Lewis Swift
Lewis A. Swift (Clarkson, Nueva York, 29 de febrero de 1820-Marathon, Nueva York, 5 de enero de 1913) fue un astrónomo estadounidense. Descubrió o codescubrió varios cometas.

## Biografía
De acuerdo con el propio Swift, se interesó por primera vez en la astronomía siendo un niño, después de observar el Gran cometa de 1843 mientras se dirigía a la escuela en Clarkson (Nueva York). Su profesor ignoró inicialmente su observación, pero tres días más tarde se anunció el descubrimiento del cometa.
Swift llevó a cabo sus primeras observaciones en Rochester (Nueva York), "tumbado sobre la nieve" en un callejón en Ambrose Street o en el techo del Duffy's Cider Mill. Posteriormente consiguió el patrocinio de un mecenas, el empresario Hulbert Harrington Warner de Rochester, quien financió la construcción de un observatorio para Swift. Se habilitó un fondo de 13 000 dólares para comprar un telescopio de 16 pulgadas para Swift.
Warner se declaró en bancarrota en el Pánico financiero de 1893, lo que puso fin a su apoyo económico. Posteriormente Swift se trasladó a California para convertirse en director del Observatorio del Monte Lowe, al que aportó el telescopio de 16 pulgadas.
Se casó dos veces, primero con Lucretia Hunt en 1850 y después con Carrie D. Topping en 1864. Edward D. Swift era su hijo con su segunda esposa.

## Descubrimientos

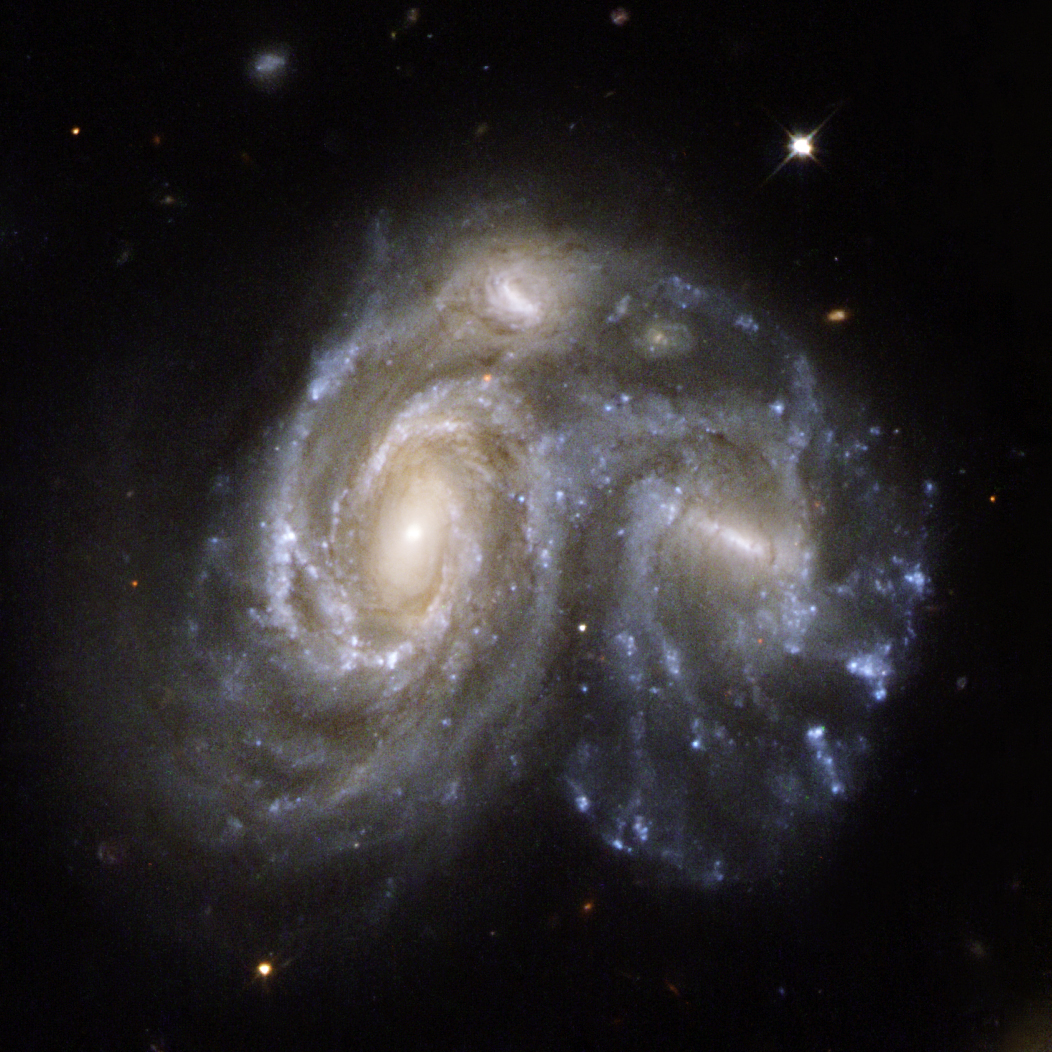
Representación de colisión galaxias espiral.

Swift escubrió 3 cometas periódicos: 11P/Tempel-Swift-LINEAR, 64P/Swift-Gehrels y 109P/Swift-Tuttle (cuerpo generador de la lluvia de meteoros Perseidas). También descubrió C/1877 G2, C/1878 N1, C/1879 M1, C/1881 J1, C/1881 W1, C/1892 E1, D/1895 Q1 (también llamado D/Swift, cuyos flujo de escombros probablemente impactaron con la sonda Mariner 4), C/1896 G1 and C/1899 E1 y codescubrió C/1883 D1 (Brooks-Swift). Descubrió su último cometa a la edad de 79 años. Aparte de cometas, también descubrió centenares de nebulosas.

## Eponimia
Además de los cometas bautizados con su apellido, se tiene que:
- El cráter lunar Swift lleva este nombre en su memoria.[4]
- El asteroide (5035) Swift también conmemora su nombre.[5]